# Paramugil
Paramugil – rodzaj ryb mugilokształtnych z rodziny mugilowatych (Mugilidae).

## Klasyfikacja
Gatunki zaliczane do tego rodzaju:
- Paramugil georgii
- Paramugil parmatus